# Djefaihapy III
Djefaihapy III est un nomarque du nome lycopolitain et de sa capitale, Lycopolis. Il est probablement le petit-fils de Djefaihapy Ier. Il a vécu pendant la  XIIe dynastie (Moyen Empire).

## Fonctions
Il est, entre autres, « surveillant des prophètes d'Oupouaout » (chef des prêtres ?) et « habilleur des chacals » (responsable des statues du dieu Oupouaout). Il pourrait être responsable du temple d'Anubis, seigneur de Ro-Qereret (la nécropole de Lycopolis) à Assiout. Il organise régulièrement un échange entre le temple d'Anubis et celui d'Oupouaout. Par exemple, des offrandes de viandes faites pour Oupouaout sont offertes au temple d'Anubis. Et au Nouvel An égyptien, il effectue une cérémonie où il offre bon nombre d'offrandes au dieu Anubis. 

## Sépulture
Djefaihapy III a construit une grande tombe, à Assiout, qui contient un trésor archéologique (plus de six-cent stèles votives, des objets en argile et des momies de chacals).

## Sources et bibliographie
- Terence DuQuesne, Anubis, Upwawet, and Other Deities: Personal Worship and Official Religion in Ancient Egypt, mars 2007
- Terence DuQuesne, The Salakhana Trove: Votive Steale and Other Objects from Asyut, Darengo, Londres, 2009,  (ISBN 978-1-871266-26-9)